# ジャンピングスマッシュ
ジャンピングスマッシュとは、バドミントンやテニスで使用される、ジャンプしながらボール（テニス）・シャトルコック（バドミントン）を相手のコートに鋭角に打つ技術である。

## バドミントンにおけるジャンピングスマッシュ
バドミントンのジャンピングスマッシュは、見た目が派手なので威力があるように見えるが、実際は普通に打つよりも初速が遅い。
しかし、上級者が打つ場合は普通に打つよりも初速が速くなり、相手への威嚇、高い打点による厳しい角度を確保ができ、着地した後のバランスも取りやすいので、決め球としてよく使われる。

## テニスにおけるジャンピングスマッシュ
基本的にストロークでの展開が多い競技なので、使用頻度はバドミントンと比べれば少ないが、チャンスボールを打つ際の決め球として使用される。